# (7255) 1993 VY1
A (7255) 1993 VY1 a Naprendszer kisbolygóövében található aszteroida. Ueda, S., Kaneda, H. fedezte fel 1993. november 11-én.